# تیفانی الیادیس
تیفانی الیادیس (انگلیسی: Tiffany Eliadis؛ زادهٔ ۷ اکتبر ۱۹۹۵) بازیکن فوتبال اهل استرالیا است.